# Elecciones estatales de Nayarit de 1996
Las elecciones estatales de Nayarit de 1996 se llevó a cabo el domingo 7 de julio de 1996, en ellas se renovaron los siguientes cargos de elección popular en el estado mexicano de Nayarit:
- 20 Ayuntamientos Formados por un Presidente Municipal y regidores, electo para un período inmediato de tres años no reelegibles de manera consecutiva.
- 57 Diputados al Congreso del Estado Electos por una mayoría de cada uno de los Distritos Electorales.

## Resultados electorales

### Ayuntamientos

#### Ayuntamiento de Tepic
- José Félix Torres Haro  Hecho

#### Ayuntamiento de Compostela
- Andrés Villaseñor Salazar  Hecho

#### Ayuntamiento de Santiago Ixcuintla
- Casimíro Delgado Brizuela  Hecho

#### Ayuntamiento de Ixtlán del Río
- Salvador Muñoz Hernández  Hecho

#### Ayuntamiento de Santa María del Oro
- Ramón Arjona Flores  Hecho

#### Ayuntamiento de Acaponeta
- José Chávez Rodríguez  Hecho

#### Ayuntamiento de Xalisco
- Armando García Jiménez  Hecho

#### Ayuntamiento de Amatlán de Cañas
- Salvador Aguíar Fregoso  Hecho